# Датская Вест-Индская компания
Датская Вест-Индская компания, или Датская Вест-Индская и Гвинейская компания (дат. Vestindisk kompagni, Det Vestindisk-Guineiske kompagni) — компания, которая занималась эксплуатацией и торговлей с датскими колониями в Вест-Индии. Существовала с 1625 по 1754 годы.
Компания была фактически основана в 1625 году, когда голландец Ян де Виллем получил у датского короля в Копенгагене лицензию на торговлю с Вест-Индией, Бразилией, Виргинией и Гвинеей. 11 марта 1671 года компания получила королевское письмо о привилегиях и стала называться Датская Вест-Индская компания (с 30 августа 1680 года — Вест-Индская и Гвинейская компания).
В сферу деятельности компании входила Датская Вест-Индия — острова Сент-Томас, Сент-Джон и Сент-Круа в Карибском море. Острова были впоследствии колонизированы датчанами, Сент-Томас в 1672 году, Сент-Джон в 1718 году, Сент-Круа в 1733 году. Компания была организована как акционерное общество, её штаб-квартира находилась в Копенгагене.
В XVII — начале XVIII веков компания процветала, ведя треугольную торговлю, поставляя рабов из Африки и получая мелассу и ром в Вест-Индии. Компания занималась всеми делами датских вест-индских колоний до 1754 года, когда правительство выкупило все акции компании и формально упразднило её, а острова перешли в ведение Доходной Палаты.
Штаб-квартира и порт Компании располагались к югу от моста Книппельсбро.